# Alicia Brandet
Alicia Brandet (New York, 8 gennaio 1943 – Cancún, 20 dicembre 1984) è stata un'attrice statunitense attiva nel cinema italiano degli anni sessanta.

## Biografia
Di origini statunitensi, ha al suo attivo poco più di una quindicina di film girati nell'arco di una manciata di anni, fra il 1963 ed il 1970.
Ha interpretato essenzialmente film commedia balneari della commedia all'italiana, musicarelli, b-movie e film a episodi in cui interpretava il ruolo della seducente bellezza nordica.

## Filmografia

Claudio Previtera e Alicia Brandet in una scena de I ragazzi dell'Hully Gully (1964)

- Christine Keeler, regia di Robert Spafford (1963, titolo originale The Keeler Affair)
- I maniaci, regia di Lucio Fulci (1964)
- I marziani hanno dodici mani, regia di Castellano e Pipolo (1964)
- I due evasi di Sing Sing, regia di Lucio Fulci (1964)
- I ragazzi dell'Hully Gully, regia di Marcello Giannini e Carlo Infascelli (1964)
- Che fine ha fatto Totò Baby?, regia di Ottavio Alessi (1964)
- Giulietta degli spiriti, regia di Federico Fellini (1965, non accreditata)
- Gli amanti latini, regia di Mario Costa  (1965)
- Come inguaiammo l'esercito, regia di Lucio Fulci (1965)
- L'ombrellone, regia di Dino Risi (1965)
- Le bambole, regia di Dino Risi, Luigi Comencini, Franco Rossi, Mauro Bolognini (1965)
- Amore all'italiana, regia di Steno (1966)
- Il fischio al naso, regia di Ugo Tognazzi (1967)
- Eat It, regia di Francesco Casaretti (1968)
- Sicario 77, vivo o morto, regia di Mino Guerrini (1968)
- Una storia d'amore, regia di Michele Lupo  (1969)
- Zingara, regia di Mariano Laurenti (1969)
- Quarta parete, regia di Adriano Bolzoni (1969)